# آندریس کیش
آندریس کِـیش (لتونیایی: Andris Keišs؛ زادهٔ ۲۶ نوامبر ۱۹۷۴) بازیگر اهل لتونی است.
از فیلم‌ها یا برنامه‌های تلویزیونی که وی در آن نقش داشته‌است، می‌توان به بی‌عشق اشاره کرد.